# 54 Геркулеса
54 Геркулеса (лат. 54 Herculis), HD 152879 — тройная звезда в созвездии Геркулеса на расстоянии приблизительно 365 световых лет (около 112 парсек) от Солнца. Возраст звезды определён как около 3,162 млрд лет.

## Характеристики
Первый компонент (HD 152879A) — оранжевая звезда спектрального класса K2, или K4III, или K4III-IV, или K5. Видимая звёздная величина звезды — +5,366m. Масса — около 1,922 солнечной, радиус — около 25,647 солнечных, светимость — около 172,782 солнечных. Эффективная температура — около 4086 K.
Второй компонент (HD 152879B). Видимая звёздная величина звезды — +9,6m. Удалён на 2,4 угловые секунды.
Третий компонент (WDS J16554+1826C). Видимая звёздная величина звезды — +12,5m. Удалён на 88,4 угловых секунд.

## Планетная система
В 2019 году учёными, анализирующими данные проектов HIPPARCOS и Gaia, у звезды обнаружена планета.